# Теорема Егорова
Теоре́ма Его́рова утверждает, что последовательность измеримых функций, сходящаяся почти всюду на некотором множестве, сходится равномерно на достаточно большом его подмножестве.

## Формулировка
Пусть дано пространство с конечной мерой {\displaystyle (X,{\mathcal {F}},\mu )} так, что {\displaystyle \mu (X)<\infty }, и определённая на нём последовательность измеримых функций {\displaystyle \{f_{n}\}_{n=1}^{\infty }}, сходящаяся почти всюду к {\displaystyle f}. Тогда для любого {\displaystyle \varepsilon >0} существует множество {\displaystyle X_{\varepsilon }\subset X} такое, что {\displaystyle \mu (X\setminus X_{\varepsilon })<\varepsilon }, и последовательность {\displaystyle \{f_{n}\}} равномерно сходится к {\displaystyle f} на {\displaystyle X_{\varepsilon }}.
В формальной записи:
{\displaystyle f_{n}\xrightarrow {\quad \ } ^{\!\!\!\!\!\!\!\!\!\!{\text{п.в.}}}f} на {\displaystyle X\Rightarrow \forall \varepsilon >0\ \exists X_{\varepsilon }\subset X:\mu X_{\varepsilon }<\varepsilon \ \wedge \ f_{n}\rightrightarrows f} на {\displaystyle X\setminus X_{\varepsilon }.}

## Доказательство
Рассмотрим множество {\displaystyle \textstyle {R_{n}\!\left({\frac {1}{k}}\right)}} всех {\displaystyle x} из {\displaystyle X}, для которых хотя бы один член последовательности имеет номер, не меньший {\displaystyle n}, но в точке {\displaystyle x} его разность с {\displaystyle f(x)} по модулю больше {\displaystyle \textstyle {{\frac {1}{k}}.}} Из свойства сходимости почти всюду следует, что предел при возрастающем {\displaystyle n} меры этого множества равен нулю для любого натурального {\displaystyle k.}
Значит, по определению предела найдутся такие номера {\displaystyle N_{k}}, что мера {\displaystyle \textstyle {R_{N_{k}}\!\!\left({\frac {1}{k}}\right)}} меньше {\displaystyle \textstyle {\frac {1}{2^{k}}}.} Выберем натуральное число {\displaystyle \epsilon } так, что для него {\displaystyle \textstyle {2^{\epsilon }>{\frac {2}{\varepsilon }}}.} Теперь возьмём {\displaystyle X_{\varepsilon }} равным объединению множеств {\displaystyle \textstyle {R_{N_{k}}\!\!\left({\frac {1}{k}}\right)}} по всем {\displaystyle k}, не меньшим {\displaystyle \epsilon .} Тогда мера {\displaystyle X_{\varepsilon }} в силу счётной аддитивности равна сумме мер множеств {\displaystyle \textstyle {R_{N_{k}}\!\!\left({\frac {1}{k}}\right)}}, так что верна оценка:
{\displaystyle \mu X_{\varepsilon }=\mu \left\{\bigcup _{k=\epsilon }^{\infty }R_{N_{k}}\!\left({\frac {1}{k}}\right)\right\}=\sum _{k=\epsilon }^{\infty }R_{N_{k}}\!\left({\frac {1}{k}}\right)<\sum _{k=\epsilon }^{\infty }{\frac {1}{2^{k}}}={\frac {1}{2^{\epsilon -1}}}<\varepsilon .}
В то же время дополнение {\displaystyle X\setminus X_{\varepsilon }} является множеством всех {\displaystyle x} из {\displaystyle X}, которые не попали в {\displaystyle X_{\varepsilon }}, то есть таких {\displaystyle x}, что для любого натурального {\displaystyle k}, не меньшего {\displaystyle \epsilon }, и члена последовательности с любым номером, не меньшим {\displaystyle N_{k}}, разность этого члена в точке {\displaystyle x} с {\displaystyle f(x)} по модулю не больше {\displaystyle \textstyle {{\frac {1}{k}}.}} Значит, для любого положительного {\displaystyle \delta } найдётся номер {\displaystyle N_{k}}, где натуральное {\displaystyle k} одновременно больше как {\displaystyle \epsilon }, так и {\displaystyle \textstyle {\frac {1}{\delta }}}, что во всех точках множества {\displaystyle X\setminus X_{\varepsilon }} все следующие члены ряда по модулю отличаются от {\displaystyle f} не больше, чем не {\displaystyle \textstyle {\frac {1}{k}}}, а в силу выбора {\displaystyle k} меньше, чем на {\displaystyle \delta .} Следовательно, {\displaystyle f_{n}} равномерно сходится к {\displaystyle f} на множестве {\displaystyle X\setminus X_{\varepsilon }} по определению.

## Замечания
- Сходимость, выводимую теоремой, часто называют почти равномерной сходимостью.
- Конечность {\displaystyle \mu (X)} принципиальна. Пусть, например, {\displaystyle (X,{\mathcal {F}},\mu )=(\mathbb {R} ,{\mathcal {B}}(\mathbb {R} ),m)}, где {\displaystyle {\mathcal {B}}(\mathbb {R} )} — борелева σ-алгебра на {\displaystyle \mathbb {R} }, а {\displaystyle m} — мера Лебега. Заметим, что {\displaystyle m(\mathbb {R} )=\infty }. Пусть {\displaystyle f_{n}(x)=\mathbf {1} _{[n,n+1]}(x),\;x\in \mathbb {R} ,n\in \mathbb {N} }, где {\displaystyle \mathbf {1} _{A}} обозначает индикатор-функцию множества {\displaystyle A}. Тогда {\displaystyle \{f_{n}\}} сходится к нулю поточечно, но не сходится равномерно ни на каком дополнении к множеству конечной меры.

## Вариации и обобщения
- Теорема Егорова естественно обобщается на случай функций со значением в Банаховом пространстве.[1]
- Теорема Лузина